# Stegoceras validum
Stegoceras validum es una especie y tipo del género extinto (gr. "techo córneo") de dinosaurio marginocéfalo paquicefalosáurido, que vivió a finales del período Cretácico, hace aproximadamente ente 78 a 74 millones de años, durante el Campaniense, en lo que hoy es Norteamérica. Los primeros especímenes de Alberta, Canadá, se describieron en 1902. El nombre genérico significa "techo de cuerno" y el nombre específico significa "fuerte". Varias otras especies se han colocado en el género a lo largo de los años, pero desde entonces se han trasladado a otros géneros o se han considerado sinónimos menores
Los primeros restos conocidos de Stegoceras fueron recolectados por el paleontólogo canadiense Lawrence Lambe del Grupo Belly River, en el distrito Río Red Deer de Alberta, Canadá. Estos restos consistían en dos cúpulas craneales parciales, especímenes CMN 515 y CMN 1423 en el Museo Canadiense de la Naturaleza, de dos animales de diferentes tamaños recolectados en 1898, y una tercera cúpula parcial, CMN 1594 recolectada en 1901. Con base en estos especímenes, Lambe describió y denominó al nuevo género y especie monotípica Stegoceras validus en 1902. El nombre genérico `Stegoceras proviene del griego stegè, στέγη, que significa "techo" y keras, κέρας, que significa "cuerno". El nombre específico S. validus significa "fuerte" en latín, posiblemente en referencia al grueso techo del cráneo. Debido a que la especie se basó en múltiples especímenes (una serie de sintipos ), CMN 515 fue designado como el espécimen lectotipo por John Bell Hatcher en 1907. En una revisión de 1987 de los paquicefalosaurianos, Sues y Galton enmendaron el nombre específico S. validus a S. validum, que posteriormente se ha utilizado en la literatura científica. Estos autores sinonimizaron S. brevis, S. sternbergi y S. lambei con S. validum, encontraron que S. bexelli difería de Stegoceras en varias características y lo consideraron un paquicefalosauriano indeterminado. "S." bexelli fue redescrito y trasladado al nuevo género Sinocephale en 2021.